# Кофф, Григорий Моисеевич
Григорий Моисеевич Кофф (15 июня 1883, Кишинёв, Бессарабская губерния — 1966, Москва) — деятель и историк революционного движения в России.

## Биография
Родился в Кишинёве в семье приказчика Мойше Кофа (ум. 1888), уроженца Херсона. Окончил городское училище там же и готовился экстерном за курс гимназии.
Член РСДРП с 1901 года, в 1901—1902 годах занимался пропагандой в кишинёвской «искровской» организации РСДРП. Арестован в июле 1902 года. В 1902—1903 годах был заключён в Кишинёвскую тюрьму, в марте 1903 года сослан сроком на 5 лет в Среднеколымск, бежал из Верхоленска во время этапирования в мае 1903 года и поселился в Ростове-на-Дону. Организовывал работу нелегальных типографий в Таганроге и Ростове-на-Дону. В декабре 1903 года был арестован в типографии ростовского рабочего комитета и 27 апреля 1905 года осуждён Новочеркасской судебной палатой в Таганроге по делу о принадлежности к Донскому комитету РСДРП на 6 месяцев, срок отбывал в Новочеркасске, Ростове-на-Дону и Одессе. После освобождения работал в Кишинёве и Одессе.
В феврале 1907 года был вновь арестован в Одессе, где с 1905 года работал в переплётной мастерской, в январе 1908 года осуждён по делу Херсонского комитета сельскохозяйственных организаций РСДРП на 6 лет каторжных работ; наказание отбывал в Смоленске, с 1912 года в Херсоне. С 1913 года отбывал ссылку в селе Манзурка Иркутской губернии, с декабря 1913 года — в Иркутске (вместе с женой, которая сначала практиковала как акушер-гинеколог в Одессе, затем как хирург и гинеколог в Иркутске на Набережной Ангары № 4 рядом с Кузнецкой больницей). Всего арестовывался трижды и провёл 3 года в тюрьмах. После революции был беспартийным.
Был избран в Иркутскую городскую Думу по избирательному округу № 2, с 23 сентября 1919 по 20 февраля 1920 года — гласный Иркутской городской Думы.
Член общества бывших политкаторжан и ссыльнопоселенцев. В начале 1920-х годов основал в Одессе местное отделение этого общества с пятью подотделами (в Николаеве, Херсоне, Первомайске, Балте и Зиновьевске), возглавлял его музейный отдел (историко-исследовательскую секцию) в доме № 12 по Ришельевской улице (угол Греческой улицы, где и жил с женой в квартире № 19) и занимался публикацией первоисточников из его архивов, для чего среди прочего был создан журнал «Кандальный звон». В начале 1930-х годов был заведующим отделом Музея Революции при Истпарте в Одессе. После закрытия Общества бывших политкаторжан и ссыльнопоселенцев в 1935 году переехал в Москву.
Автор научных трудов и воспоминаний по истории революционного движения в России.

## Семья
- Жена — Мария Иосифовна Зильберштейн-Кофф (1885—1982), врач (акушер-гинеколог, хирург и бальнеолог)[8], учёный-медик, научный сотрудник НИИ физических методов лечения и реабилитации, автор монографии «Организация внекурoртнoгo грязелечения» (1934), член редколлегии сборников «Ресурсы минеральных вoд и лечебных грязей. Метoды их изучения и oсвoения».
  - Сын — Рафаил Григорьевич Кофф (1920—2005)[9].

## Публикации
- Из эпохи борьбы с царизмом. Сборники (1—4) / Ред: Л. Л. Берман, Б. И. Лагунов, Г. М. Кофф. Издательство Киевского отделения Всесоюзного общества политкаторжан и ссыльно-поселенцев. Киев: 4-я типография, 1925. — 128 с., — 202 с.
- Палачи, тюремщики, провокаторы // Пути революции. — 1926. — № 1—4.
- Христианское милосердие генерал-губернатора // Пути революции. — 1926. — № ІІ—ІІІ.
- Социал-демократическая организация в Одессе в период империалистической войны // Летопись революции. — 1927. — № 3—4.
- До питання про охорону революційної старовини // Одеса. Збірник матеріалів одеського крайової комісії для охорони пам'яток матеріальної культури. — Одеса, 1927.
- Тюремные «волынки» / Г. М. Кофф, Г. Г. Сушкин. М.: Всесоюзного общество политкаторжан и ссыльно-поселенцев, 1928. — 24 с.
- Из истории тюремных «волынок» // Кофф Г. М., Сушкин Г. Г. М., 1928.
- К делу о первом вооруженном сопротивлении в Одессе в 1878 г. // Каторга и ссылка. — № 8—9. — 1928.
- Июльская забастовка в Одессе в 1903 г. // Всеобщая стачка 1903 г. на Украине. Харьков, 1928.
- Из недр Архива // Каторга и ссылка. — № 1. — 1929.
- Из недр архива: К 50-ю первого вооруженного сопротивления в Одессе // Вісник Одеської комісії краєзнавства при ВУАН. — 1929. — Секція соціально-історична. — Ч. 4—5.
- Техника революционного подполья: Воспоминания. Каторга и ссылка, 1932, № 6, с. 157—175.